# Air Union
Air Union — бывшая французская авиакомпания, основанная 1 января 1923 года в результате слияния компаний Compagnie des Messageries Aériennes и Grands Express Aériens.
7 октября 1933 года путём объединения Air Union с четырьмя другими авиаперевозчиками (Air Orient, CIDNA, SGTA (Lignes Farman) и Aéropostale) была образована французская национальная авиакомпания Air France.

## Воздушный флот
- Blériot-SPAD S.27 — 2 пассажирских места
- Farman F.50P — 5 пассажирских мест
- Farman F.60 Голиаф — 12 пассажирских мест
- Farman F.190 — 4 пассажирских места
- Blériot 135 — 8 пассажирских мест
- Blériot 155 — 17 пассажирских мест, 2 самолёта
- Blériot 165 — 16 пассажирских мест, 2 самолёта
- Breguet 280T — 6 пассажирских мест, 16 самолётов
- FBA 19 — 1 самолёт
- Wibault 282 — 12 пассажирских мест.

## Авиапроисшествия и несчастные случаи
- 7 мая 1923 года. Самолёт Farman F.60 «Голиаф» (регистрационный номер F-AEGP) получил повреждения при совершении вынужденной посадки в аэропорту Лимпн (Кент, Великобритания). После ремонта лайнер продолжил работу на коммерческих линиях.[1].
- 13 мая 1923 года. Farman F.60 «Голиаф» (регистрационный номер F-AEBY), выполнявший регулярный рейс из парижского аэропорта Ле Бурже в Кройдон, разбился на территории департамента Сомма (Франция). Погибли все шесть человек, находившихся на борту.
- 27 августа 1923 года. Farman F.60 «Голиаф» (регистрационный номер F-AECB), выполнявший международный рейс из Парижа в Кройдон, потерпел крушение над Ист-Маллингом (Кент, Великобритания). Из-за плохих метеоусловий лайнер совершил вынужденную посадку в Лимпне (Кент). После взлёта произошёл отказ двигателя, самолёт вошёл в неуправляемый штопор и разбился.
- 22 января 1924 года. Farman F.60 «Голиаф» (регистрационный номер F-GEAO) сгорел при совершении посадки в аэропорту Кройдон[1].
- 6 августа 1924 года[2] у самолёта Farman F.60 «Голиаф» (регистрационный номер F-ADDT), следовавшего регулярным рейсом Париж-Кройдон, отказал двигатель. Пилот совершил аварийную посадку близ деревни Голден-Грин (Кент, Великобритания), все шестеро человек на борту получили травмы различной степени тяжести[3].
- 8 февраля 1925 года у лайнера Farman F.60 «Голиаф», совершавшего грузовой рейс из Парижа в Кройдон, при полёте над Ла-Маншем отказал двигатель. Попытка аварийно посадить самолёт на аэродроме Лимпна закончилась катастрофой[4].
- 16 октября 1925 года. Farman F.60 «Голиаф» (регистрационный номер F-HMFU) потерпел крушение близ городка Уодхерст (Восточный Суссекс, Великобритания). Погибло трое пассажиров, ещё два человека получили травмы[5]. Самолёт впоследствии был восстановлен и продолжил полёты вплоть до окончания регистрационного разрешения 1 июня 1932 года. В современное время борт находится в парижском музее авиации и космонавтики[1].
- 14 ноября 1926 года. Farman F.60 «Голиаф» (регистрационный номер F-FHMY) упал в Ла-Манш в 12 километрах к северу от города Булонь-сюр-Мер[6]. Самолёт впоследствии был отремонтирован и вернулся в строй в 1929 году[7].
- 18 августа 1926 года в очень плохих метеоусловиях у самолёта Bleriot 155 (регистрационный номер F-AIEB) произошёл отказ двигателя. Лайнер упал в 3,2 километрах к югу от аэропорта Лимпна, погибли два пилота и два пассажира[8].
- 2 октября 1926 года. На борту Bleriot 155 (регистрационный номер F-AICQ) возник пожар, самолёт потерял управление и рухнул вблизи деревни Ли (Кент, Великобритания). Погибли пять пассажиров и два члена экипажа.
- 10 марта 1927 года. Farman F.60 «Голиаф» (регистрационный номер F-AEGP) из-за отказа двигателя совершил аварийную посадку близ города Тонбридж (Кент)[1].
- 24 ноября 1927 года. Farman F.60 «Голиаф» (регистрационный номер F-GEAB) аварийно сел около деревни Рутэм (графство Кент), получив при этом существенные повреждения. Позднее самолёт был восстановлен и вернулся в работу[1].
- 6 марта 1928 года. Farman F.60 «Голиаф» (регистрационный номер F-AECU) упал на территорию городка Хайт (графство Кент). Борт, возможно, был впоследствии отремонтирован и продолжал полёты вплоть до окончания регистрационного разрешения 1 июня 1932 года[1].
- 11 марта 1928 года. Farman F.60 «Голиаф» (регистрационный номер F-AEFC), выполнявший международный рейс из Парижа в Кройдон, рухнул в пролив Ла-Манш. После вылета из Парижа самолёт совершил вынужденную посадку на аэродроме Сент-Инглевера в ожидании улучшения погоды над проливом[9]. Пассажиры приняли решение дальше двигаться на пароме, что и спасло им жизнь[10]. Через несколько минут после взлёта с аэродрома лайнер подал сигнал бедствия и упал в Ла-Манш, тела пилотов были найдены паромом «Орлеанская дева» британской компании «Южная железная дорога»[9][10].
- 19 мая 1929 года. Farman F.63bis «Голиаф» (регистрационный номер F-GEAI), летевший из Кройдона в Париж, совершил жёсткую аварийную посадку вблизи железнодорожной станции Пэддок-Вуд, остановился в нескольких ярдах от сигнальной мачты и загорелся. Пилот и механик отделались лёгкими травмами, успев покинуть горящий самолёт.
- 31 июля 1929 года самолёт Farman F.60 «Голиаф» (регистрационный номер F-GEAB) вёз груз золотых слитков из Лондона в Париж. В процессе полёта лайнер получил повреждения и совершил аварийную посадку на берег реки Белт вблизи деревник Смарден (графство Кент, Великобритания). Все слитки были собраны (несколько слитков вытащили из реки местные жители) и перевезены на грузовике в Лимпн для последующей транспортировки в Париж[1][11].
- 17 января 1931 года, Breguet 280T (регистрационный номер F-AIVU). При совершении посадки в аэропорту Лимпна самолёт задел ограждающий забор и рухнул на аэродром, получив значительные повреждения фюзеляжа и колёсных стоек[12][13][14]. Из восьми человек на борту был травмирован один член экипажа[12].
- 23 апреля 1931 года[15] после взлёта из Мардена потерпел крушение почтовый борт Farman F.60 «Голиаф» (регистрационный номер F-ADDT)[16].